# العوالق (قبيلة)
العوالق  حلف قبلي من قبائل جنوب شبه الجزيرة العربية يصل إلى أكثر من عشرين قبيلة. يمتد من أطراف صحراء الأحقاف وصحراء الربع الخالي شمالا إلى أطراف الجزيرة العربية جنوبا. وينقسمون إلى: قبائل العوالق العليا، وقبائل العوالق السفلى. ويوجد فيهم قبائل قحطانية وقبائل عدنانية. يعيش أفرادها في محافظة شبوة باليمن إلا أن جزءا كبير منهم، خاصة من قبائل العوالق العليا، هاجر إلى المنطقة الغربية من المملكة العربية السعودية، والبعض إلى الإمارات العربية المتحدة.
كانت لهم أيام الحكم العثماني إمارات مستقلة استقلالا تاما، وكان الحكم فيها حكم قبلي أي حكم أمراء القبائل وشيوخها، وسمي هذا الحكم بالحكم العشائري، وهي ثلاث إمارات:
1. سلطنة العوالق العليا وعاصمتها يشبم ومن ثم نصاب، وقد تأسست هذه السلطنة في القرن السابع عشر الميلادي، ومؤسسها هو السلطان منصر العولقي الذي قاد ثورة قبائل العوالق ضد حكم الأئمة الزيدية في جنوب اليمن.
2. سلطنة العوالق السفلى التي انفصلت عن سلطنة العوالق العليا في القرن الثامن عشر الميلادي، وكانت عاصمتها أحور في محافظة أبين.
3. مشيخة العوالق العليا التي انشقت عن سلطنة العوالق العليا في أواخر القرن التاسع عشر الميلادي بدعم من القوات البريطانية في عدن، وعاصمتها الصعيد.